# Ender : Préludes
Ender : Préludes est un recueil de nouvelles de science-fiction écrites par Orson Scott Card, sans équivalent en langue anglaise et publié le 4 février 2015 en France. Il comporte cinq nouvelles.

## Contenu
- Mazer en prison, 2015 ((en) Mazer in Prison, 2005)
- Joli Garçon, 2015 ((en) Pretty Boy, 2006)
- Le Tricheur, 2013 ((en) Cheater, 2006)Première traduction en français dans le magazine Solaris no 185
- Un cadeau pour Ender, 2015 ((en) Ender's Stocking, 2007)
- Une guerre de dons, 2015 ((en) A War of Gifts, 2007)

## Résumés

### Mazer en prison
Mazer Rackham, capitaine de la Flotte internationale, a été le héros qui a vaincu seul les Doryphores lors de leur seconde invasion de la Terre. À la suite de ce succès, la Flotte Internationale a conçu des vaisseaux de même technologie que celle des envahisseurs et les a lancés à destination du monde natal des Doryphores afin de les attaquer pour prévenir toute nouvelle invasion. Mais les supérieurs de Mazer Rackham ont décidé que ce dernier ne sera pas présent dans les vaisseaux mais les commandera depuis la Terre, en utilisant l'ansible, un système de communication supraluminique. Mais le voyage prenant des dizaines d'années, Mazer Rackham est envoyé dans un autre vaisseau pour faire un aller-retour dans l'espace à une vitesse relativiste afin d'être de retour sur Terre à peu près au moment où la flotte de vaisseaux atteindra le monde natal des Doryphores. En parallèle, la Flotte internationale a construit sur Terre une école de guerre, dirigée par le lieutenant Hyrum Graff. Ce dernier a mis en place un processus de sélection d'enfants surdoués dans le but que, une fois formés, ils soient chargés de diriger la flotte de vaisseaux attaquant les Doryphores, le tout sous la direction de Mazer Rackham. Considérant qu'il n'est pas forcément la meilleure personne pour diriger cette prochaine guerre, ce dernier reprogramme l'ordinateur de bord de son vaisseau afin d'en prendre le contrôle, pouvant ainsi obliger la Flotte internationale à suivre ses instructions, menaçant dans le cas contraire de ne pas rentrer sur Terre. Les ordres de Mazer Rackham sont de donner les pleins pouvoirs à Hyrum Graff au sein de l'école de guerre et de ne jamais lui placer de bâtons dans les roues.

### Joli Garçon
Bonito de Madrid est un enfant surdoué. Repéré dès l'âge de deux ans par la Flotte internationale pour une possible intégration au sein de l'École de guerre, il est dès lors extrêmement choyé par son père avocat qui décide de l'emmener quotidiennement avec lui pour son activité professionnelle. Grâce à son intelligence, Bonito découvre très vite qu'il est essentiel au bonheur de ses parents et il décide alors dans son for intérieur de refuser de partir, le moment venu, pour l'École de guerre. Mais au cours des années qui suivent, Bonito découvre que son père voit une autre femme et le dévoile innocemment à sa mère. Comprenant un peu plus tard la portée des actes de son père et ne voulant pas suivre ses traces, il change d'avis et, quand les recruteurs de le Flotte internationale viennent le chercher, il accepte de partir.

### Le Tricheur
Han Tzu est un enfant surdoué. Quand la Flotte internationale le repère comme potentiel futur élève de l'École de guerre, son père, bien que conscient de ses extraordinaires capacités, décide de mettre toutes les chances de son côté, dérobe les tests que son enfant devra passer et les lui fait travailler avec ses tuteurs. Mais son fils découvre sa manigance et, le jour de l'examen, répond sciemment une mauvaise réponse à toutes les questions à l'exception des trois premières, permettant à son grand dam aux examinateurs de découvrir le méfait de son père.

### Un cadeau pour Ender
Peter Wiggin, frère d'Andrew qui est parti pour l'École de guerre de la Flotte internationale, ne peut empêcher sa soif de pouvoir de dégrader ses relations, que ce soit avec sa sœur Valentine et ses parents ou avec les élèves de sa classe. La jalousie qu'il éprouve pour son frère qui lui, parvient à obtenir l'adhésion et l'obéissance de tous, le pousse à s’interroger sur sa propre méthode. Un devoir scolaire sur l'époque romaine le fait également réfléchir sur le destin de Caius Octavius, devenu empereur sous le nom d'Auguste, qui a emporté l'adhésion de tous en convainquant les Romains que leurs intérêts lui tenaient à cœur. De plus, il a gardé cette adhésion en essayant réellement de rendre leurs existences meilleures. Peter décide alors de faire sienne cette méthode et il la teste sur sa famille et sur une camarade, avec succès.

### Une guerre de dons
Dans les pas de Zeck Morgan à l'école de guerre durant La Stratégie Ender.

## Éditions
- Ender : Préludes, J'ai lu, coll. « Nouveaux Millénaires », 4 février 2015, trad. Pierre-Alexandre Sicart, 220 p.  (ISBN 978-2-290-10279-4)
- Ender : Préludes, J'ai lu, coll. « Science-fiction » no 11604, 9 novembre 2016, trad. Pierre-Alexandre Sicart, 188 p.  (ISBN 978-2-290-10331-9)